# Swallow the Sun (serie de televisión)
Swallow the Sun (en hangul, 태양을 삼켜라; romanización revisada, Taeyangeul Samkyeora; McCune-Reischauer, T'aeyangŭl Samk'yŏra), es una serie de televisión surcoreana de acción, adaptación de la novela homónima de Kang Chul Hwa, transmitida por SBS, desde el 9 de julio hasta el 1 de octubre de 2009, protagonizada por Ji Sung y Sung Yu Ri.

## Sinopsis
Un grupo de delincuentes fueron traídos a la isla de Jeju para hacer trabajo forzado, como castigo severo, bajo supervisión de los líderes de la tropa. Dentro del grupo esta Kim Il Hwan (Jin Goo), un hombre rudo, sin familia y sin objetivos en la vida, que sin nada que perder, se escapa del resto, después de un combate con uno de los líderes de la tropa, Lee Soo Chang (Ahn Nae Sang). Finalmente el resto del grupo, encuentran a Il Hwan y lo acorralaran en un acantilado sobre el mar. Él salta y se desplaza en el agua, hasta posteriormente ser encontrado por Ahn Mi Yeon (Lim Jung Eun ), una haenyeo (una buceadora tradicional). A pesar de que ella tiene miedo de ese extraño hombre, ella no se lo juzga por ser un criminal y no lo denuncia a las autoridades. En su lugar, Mi Yeon lo esconde en una cueva cerca de la costa de la isla, donde se hace cargo de él y se enamoran. 
Sin embargo, las autoridades finalmente lo encuentran y creen que había tomado como rehén a Mi Yeon. Después que Il Hwan es llevado lejos, Mi Yeon descubre que está embarazada. Su hijo, Kim Jung Woo (Yeo Jin Goo), fue criado en un orfanato tras el fallecimiento de Mi Yeon. Como huérfano Jung Woo crece y se desarrolla violentamente con un temperamento rebelde. Ya como adulto (Ji Sung), salva la vida de un millonario y poderoso empresario Jang Min Ho (Jun Kwang Ryul), situación que se convierte en su boleto para una vida mejor. Jurando servir a Jang Min Ho, Jung Woo es enviado a Seúl para cuidar al hijo de él, Tae Hyuk (Lee Wan), que había crecido sin conocer sus padres, hasta que conoce a Jang Min Ho, quien le aseguró ser su padre.
Jang Min Ho entrena a Tae Hyuk en gestión empresarial, además este último le pide a Jung Woo que le ayude a ganarse el corazón de Lee Soo Hyun (Sung Yu Ri), que es una joven de carácter fuerte que se sobrepuso a la pobreza y a la mala suerte para estudiar en el extranjero, actualmente trabaja como gerente de una compañía de circo de fama mundial. Jung Woo intenta cualquier cosa para ganar el favor de la familia Jang, pero Soo Hyun, resulta ser su primer amor, quien había conocido cuando era niño y vivía en Jeju. Soo Hyun, que no recuerda Jung Woo, se comienza poco a poco a sentir atraída hacia él, pero las cosas se complican cuando Jung Woo es encarcelado en lugar de Tae Hyuk.
Jung Woo más tarde se entera de la verdad devastadora, que el hombre que dice ser Jang Min Ho es en realidad su padre, Kim Il Hwan. Es puesto en una búsqueda relámpago, lleno de delincuencia, amor y venganza, llevándolo de las brillantes luces de Las Vegas, Estados Unidos, hasta las minas de diamantes de Sudáfrica. Hasta que Jung Woo, Soo Hyun, y Tae Hyuk se encuentran otra vez donde comenzó todo, en la isla de Jeju y trabajan para desarrollar a Seogwipo en una ciudad de clase mundial.

## Reparto

### Personajes principales
- Ji Sung como Kim Jung Woo.
  - Yeo Jin Goo como Kim Jung Woo (niño).
- Sung Yu Ri como Lee Soo Hyun
  - Lee Young Yoo como Lee Soo Hyun (niña).
- Lee Wan como Jang Tae Hyuk.
- Jun Kwang Ryul como Jang Min Ho / Kim Il Hwan.
  - Jin Goo como Kim Il Hwan (joven).
- Yoo Oh Sung como Jackson Lee.
- So Yi Hyun como Yoo Mi Ran.
- Han Ji Yeon como Han Sun Young.
- Kim Yong Gun como Yoo Kang Hyun.

### Personajes secundarios
- Moon Chang Gil como Moon Sung Chul.
- Jo Sang Kyu como Jo Chi Gook.
- Lee Jae Yong como Hyun Ki Sang.
  - Park Gwang Hyun como Hyun Ki Sang (joven).
- Choi Ran como Choi In Sook.
- Kim Byung Se como Tony.
- Kim Jung-tae como Han Suk-tae.
- Ma Dong Seok como Lee Kang Rae.
- Yeo Ho Min como Jang Se Dol.
  - Chae Sang Woo como Jang Se Dol (joven).
- Jung Ho Bin como Baek Shil Jang.
- Kim Sae Rom como Ha Sang Mi
- Hong Seok Cheon como Jimmy.
- Lim Jung Eun como Ahn Mi Yeon.
- Ahn Nae Sang como Lee Soo Chang.
- Go Doo Shim como Madre de Mi Yeon.
- Song Joo Yeon como Se Ran.
- Son Il Kwon como Cheon Il Young.
- Seo Ji Yeon como Jin Sook.
- Hyun Chul Ho como Detective.
- Shim Eun-jin como Vocalista.
- Kim Roi-ha.
- Son Hyun-joo.

## Emisión internacional
- Hong Kong: TVB (2009).
- Japón: WOWOW (2009), KNTV (2009) y TBS-TV (2010).
- Tailandia: Channel 9 (2011).
- Taiwán: TTV (2009).